# Fuente eléctrica
En electricidad se llama fuente al elemento activo que es capaz de entregar energía, los hay de dos tipos, uno que es capaz de generar una diferencia de potencial entre sus extremos y otro proporciona una corriente eléctrica para que otros circuitos funcionen.

## Clasificación
Una posible clasificación de las fuentes eléctricas es la siguiente.
{\displaystyle {\color {Blue}{\mbox{Reales}}}{\begin{cases}{\mbox{De tensión}}\\{\mbox{De intensidad}}\end{cases}}}
{\displaystyle \quad {\color {Blue}{\mbox{Ideales}}}{\begin{cases}{\mbox{Independientes}}{\begin{cases}{\mbox{De tensión}}\\{\mbox{De intensidad}}\end{cases}}\\{\mbox{Dependientes}}{\begin{cases}{\mbox{De tensión}}{\begin{cases}{\mbox{Controlada por tensión}}\\{\mbox{Controlada por intensidad}}\end{cases}}\\{\mbox{De intensidad}}{\begin{cases}{\mbox{Controlada por tensión}}\\{\mbox{Controlada por intensidad}}\end{cases}}\end{cases}}\end{cases}}}

## Fuentes ideales

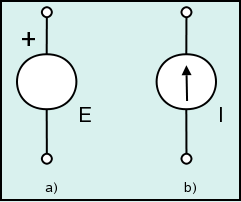
Figura 1: fuentes ideales de tensión, a), e intensidad, b).

## Fuentes reales

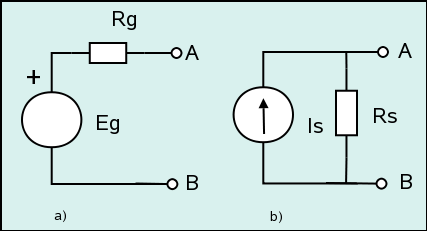
Figura 2: símbolos de las fuentes reales de tensión, a), e intensidad, b).

### Rendimiento

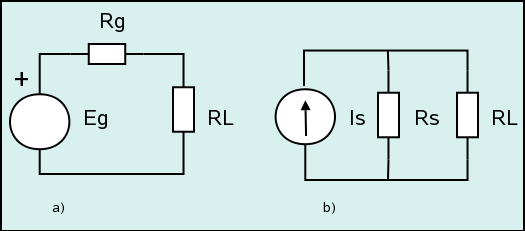
Figura 3: Fuentes reales con carga: de tensión, a), de intensidad, b).

### Fuente equivalente

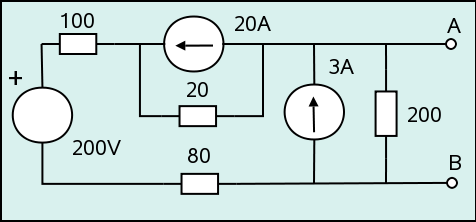
Figura 4: Circuito ejemplo.

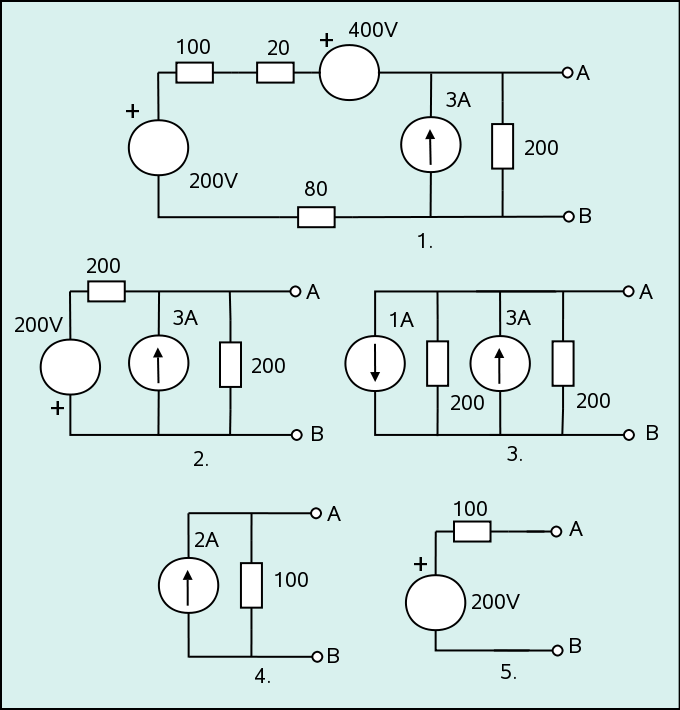
Figura 5: fuentes equivalentes del circuito ejemplo de la figura 4.